# 日本歯科大学の人物一覧
日本歯科大学の人物一覧（にほんしかだいがくのじんぶついちらん）は、日本歯科大学に関係する人物の一覧記事。

## 教職員
- 勝海一郎 - 生命歯学部歯科保存学講座教授。日本歯科保存学会理事長。
- 白川正順 - 附属病院口腔外科教授。日本有病者歯科医療学会理事長。
- 寺田員人 - 新潟生命歯学部歯科矯正学講座教授。
- 沼部幸博 - 生命歯学部歯周病学講座教授。元日本歯周病学会副理事長。

## OB・OG

### 政界
- 川俣純子 - 栃木県那須烏山市長
- 木暮山人 - 環境政務次官、参議院議員（2期）
- 中原爽 - 総理政務次官、参議院議員（2期）
- 西村正美 - 参議院議員
- 長谷川嘉一 - 衆議院議員

### 研究者・学者・歯科医師
- 羅田泰和 - きぬた歯科院長
- 桑原未代子 - 大垣女子短期大学教授、藤田学園保健衛生大学助教授
- 五島朋幸 - 日本歯科大学非常勤講師、日本歯科大学東京短期大学非常勤講師、慶應義塾大学大学院非常勤講師
- 佐久間英 - 人名研究家
- 羽坂勇司 - 青山学院理事長、旭日中綬章受章
- 堀憲郎 - 堀歯科医院院長、日本歯科医師会会長[1]

### 文学
- 上杉那郎 - 小説家
- 西東三鬼 - 俳人

### 芸術
- 小林のりお - 写真家

### 芸能
- 入澤優 - タレント（中退）
- 小那覇舞天 - コメディアン
- 中沢沙理 - 2016年ミス・ユニバース日本代表